# Río Chipamanu
Río Chipamanu är en flod i Bolivia. Den är belägen i den norra delen av landet, 1 000 km norr om Sucre.
I omgivningen kring Río Chipamanu växer i huvudsak städsegrön lövskog och området är mycket glesbefolkat, med 4 invånare per kvadratkilometer.